# Robert Henry Charles
Robert Henry Charles (1855 – 1931) è stato un biblista e teologo inglese, noto soprattutto per i suoi studi sui testi apocrifi e pseudepigrafi dell'Antico Testamento.

## Biografia
Robert Henry Charles ha ricevuto la sua formazione al Queen College a Belfast e al Trinity College di Dublino. Al Trinity College di Dublino è anche stato professore di greco biblico. Era arcidiacono di Westminster, dal 1919 fino alla sua morte, avvenuta nel 1931. 
Charles è noto soprattutto per le traduzioni di scritti apocrifi e pseudepigrafi, così come per la pubblicazione delle loro edizioni critiche, riguardo a testi come il Libro dei Giubilei (1895), il Primo Libro di Enoch (1906), e i Testamenti dei Dodici Patriarchi (1908). Grazie al suo lavoro, la letteratura apocrifa dell'antico giudaismo, in particolare quella apocalittica, è stata resa accessibile non solo agli specialisti ma anche al grande pubblico. Questo ha permesso sia una nuova comprensione del giudaismo di là della sua tradizionale versione farisaico-rabbinica, sia una migliore percezione del Nuovo Testamento nel contesto generale del suo originario ambiente storico e religioso.

## Opere
- The Book of Enoch, Oxford: Clarendon, 1893, reprinted in 1895. Republished by Boston, MA: Samuel Weiser; 2003. ISBN 1-57863-259-5
- The Ethiopic Version of the Hebrew Book of Jubilees, Oxford: Clarendon, 1895.
- The Apocalypse of Baruch, London: Black, 1896.
- and W. R. Morfill, The Book of the Secrets of Enoch, Oxford: Clarendon, 1896. Republished by Filiquarian Publishing, 2006. ISBN 1-59986-936-5
- The Assumption of Moses, London: Black, 1897.
- A Critical History of the Doctrine of a Future Life, London: Black, 1899.
- Ascension of Isaiah, London: Black, 1900.
- The Book of Jubilees or the Little Genesis, London: Black, 1902.
- Encyclopaedia Biblica (contributor), 1903
- The Ethiopic Version of Book of Enoch, Oxford: Clarendon, 1906.
- The Greek Versions of the Testaments of the Twelve Patriarchs, Oxford: Clarendon, 1908.
- The Book of Enoch or 1 Enoch: Translated from the Editor's Ethiopic Text, Oxford: Clarendon, 1912.
- Fragments of a Zadokite Work. Translated from the Cambridge Hebrew Text and edited with Introduction, Notes, and Indexes, Oxford: Clarendon Press, 1912.
- Studies in the Apocalypse, Edinburgh: T. & T. Clark, 1913.
- Eschatology: The Doctrine of a Future Life in Israel, Judaism and Christianity, London: Black, 1913 (rpt. New York: Schocken 1963 with an introduction by G. W. Buchanan).
- ed. The Apocrypha and Pseudepigrapha of the Old Testament, 2 vols.; Oxford: Clarendon, 1913. Republished in 1976. ISBN 0-19-826155-1
- Religious Development Between the Old and the New Testaments, William and Norgate, 1914. Republished in 1925.
- Lectures on the Apocalypse, Schweich Lecture for 1919.
- A Critical and Exegetical Commentary on the Revelation of St. John, 2 vols., Edinburgh: Clark, 1920.
- A Critical and Exegetical Commentary on the Book of Daniel, Oxford: Clarendon, 1929.